# Mariusz Woźniak (dyplomata)
Mariusz Aureliusz Woźniak (ur. 4 marca 1944 w Warszawie, zm. 4 listopada 2020 tamże) – polski dyplomata; ambasador RP w Indonezji (1991–1995), Jordanii (1999–2003) i Etiopii (2005–2007).

## Życiorys
Był absolwentem anglistyki Uniwersytetu Warszawskiego. Od początku kariery zawodowej związany ze współpracą międzynarodową. W 1981 zaczął pracę w Ministerstwie Spraw Zagranicznych, gdzie przeszedł kolejne szczeble kariery jako ekspert, starszy ekspert, radca ministra, doradca ministra, starszy radca ministra. Wielokrotnie był na placówkach zagranicznych: w Waszyngtonie (1981–1982), jako I sekretarz w ambasadzie RP w Tokio (1983–1987). W latach 1991–1995 był ambasadorem w Indonezji. W latach 1999–2003 przebywał na placówce w Ammanie jako radca, a następnie kierownik placówki. Od 2003 kierował w centrali MSZ zespołem w Protokole Dyplomatycznym w randze I radcy. Od 2005 do 2007 był ambasadorem RP w Etiopii.
Znał język angielski i rosyjski.
Syn Aureliana i Heleny. Pochowany na cmentarzu Powązkowskim w Warszawie.

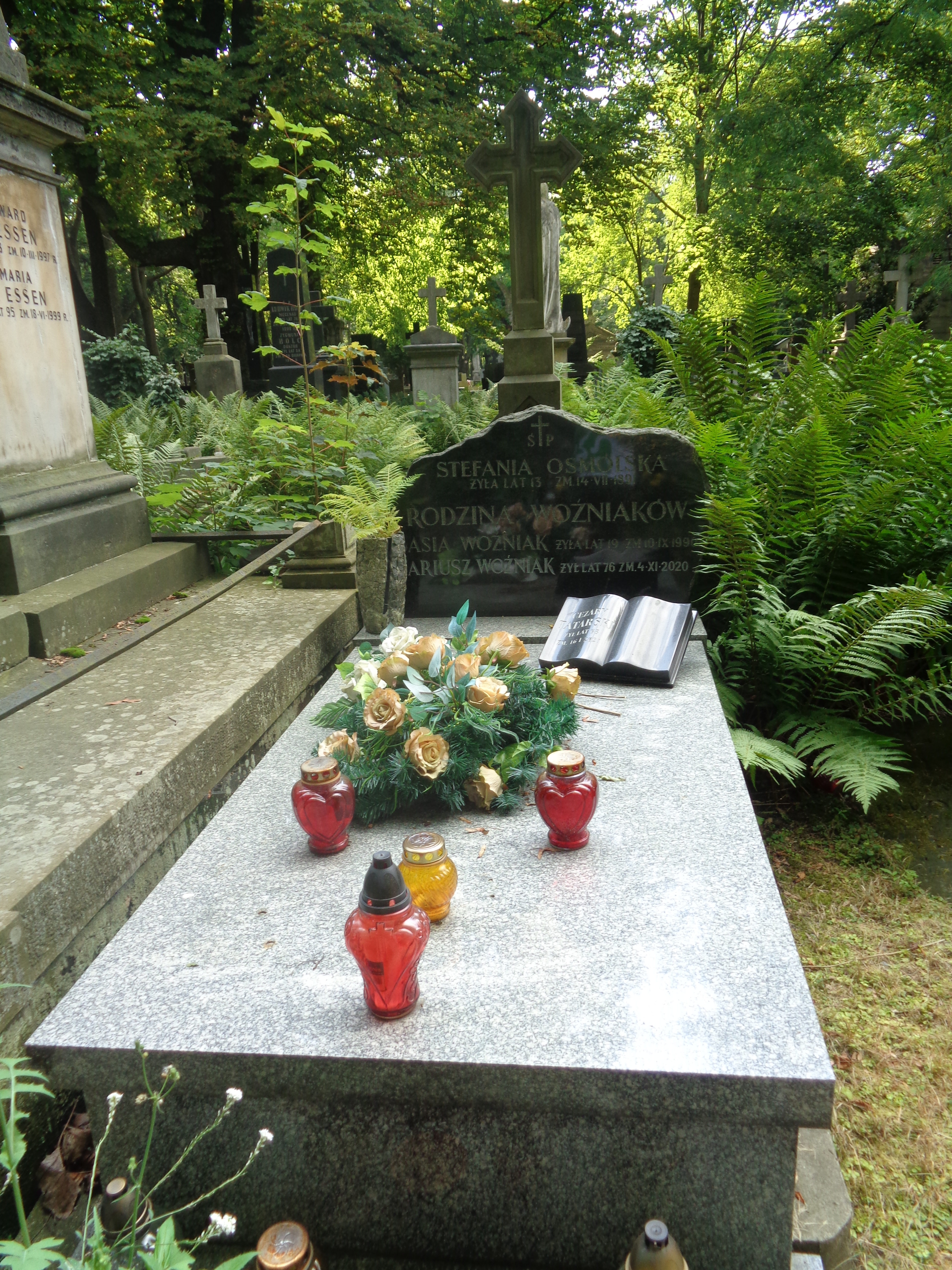
Grób Mariusza Woźniaka na cmentarzu Powązkowskim